# Liste österreichischer Weine
Österreich hat als Weinanbauland eine lange Tradition. Schon seit Jahrhunderten wird in Wien, Niederösterreich, Teilen der Steiermark und dem Burgenland Wein angebaut. Während in den drei erstgenannten Bundesländern hauptsächlich reschere Weine angebaut werden, finden sich in der Gegend rund um den Neusiedlersee vermehrt Weingüter die auf lieblichere Weine setzen.

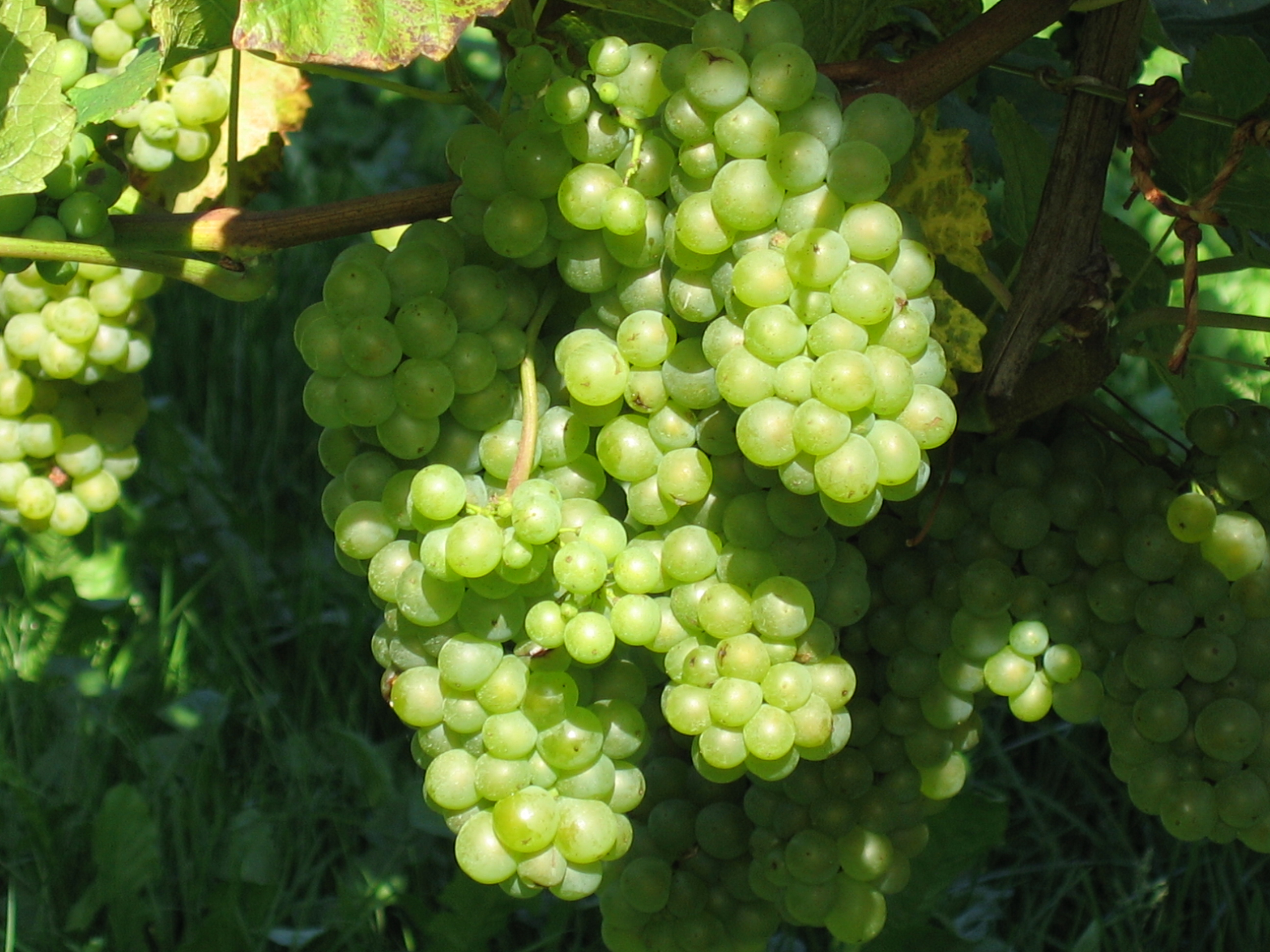
Trauben des Weißburgunders

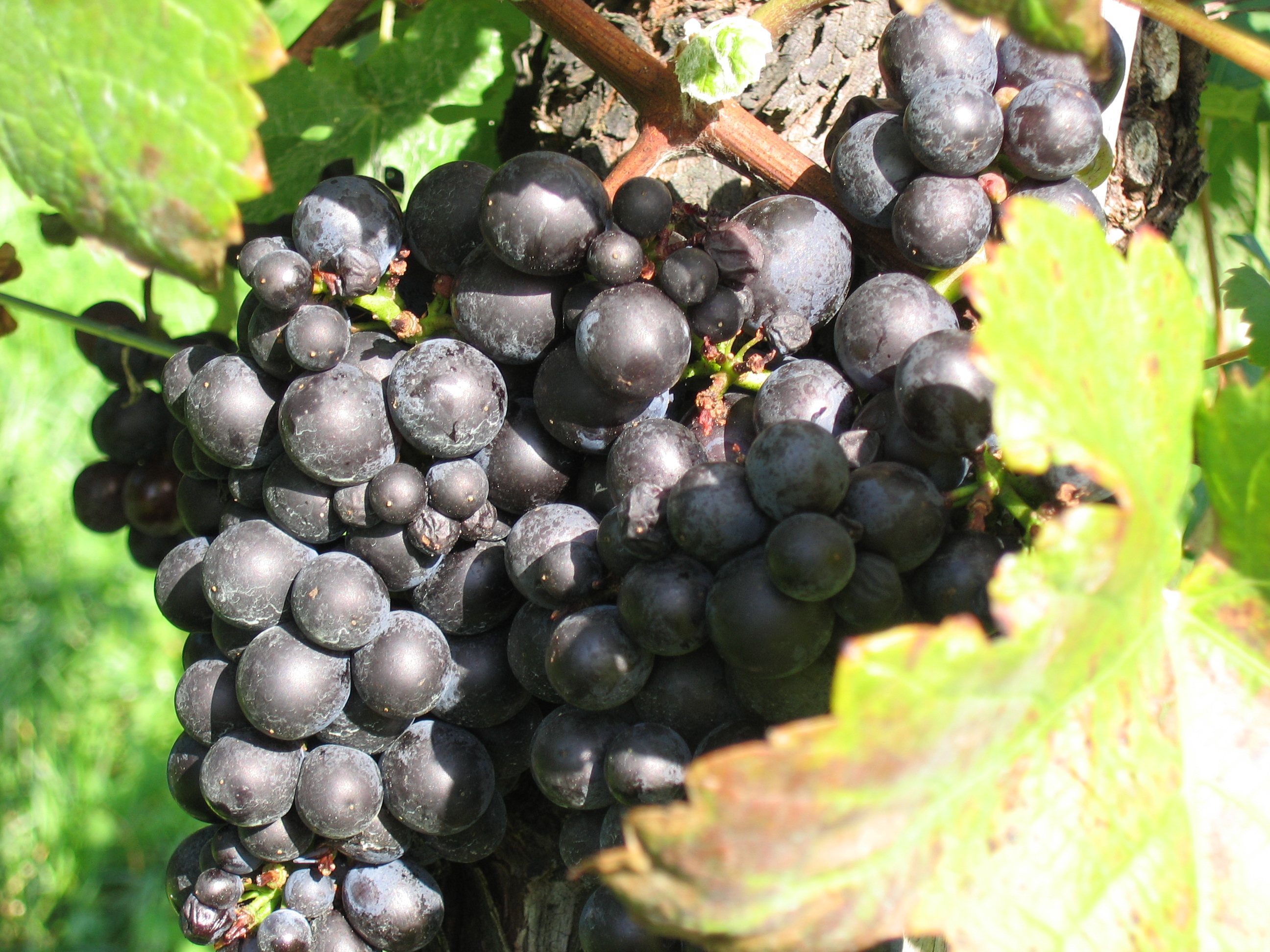
Traube des Schwarz-Rieslings

## Weißweine

### Muskat Ottonel
Der in Frankreich gezogene Sämling entspricht einer Kreuzung Gutedel mit Muskat, wobei die Muskat-Sorte nicht genau definiert werden konnte.
Geschmack: Prägnanter Muskatduft, leicht schlank und sehr markant.
Anbaugebiete und Anbaufläche: Burgenland (1 %)

### Müller-Thurgau
In Geisenheim gezüchtet von Prof. Müller aus dem Kanton Thurgau, entstammt einer Kreuzung aus Riesling mit Madeleine Royale.
Geschmack: Dezentes, leicht muskatiges Bouquet, mild mit zarter, blumiger Aromatik.
Anbaugebiete und Anbaufläche: Burgenland (6,8 %)

### Sauvignon Blanc
Entstammt einer Traminer Kreuzung. Vor mehr als hundert Jahren von Erzherzog Johann in der Steiermark eingeführt (Muskat-Sylvaner).
Geschmack: Im Duft oft Holunder, grasige schotige Würze mit sehr typischem Sortencharakter, oft Paprikaaroma, hohe Säure.
Anbaugebiete und Anbaufläche: Weinviertel, Steiermark (0,7 %)

### Rotgipfler
Entstammt einer natürlichen Kreuzung von Traminer mit Rotem Veltliner. Erste urkundliche Erwähnung um 1840 in der Steiermark. Begründete den Ruf der Gumpoldskirchener Weine.
Geschmack: Frischer, würziger Wein, markante Säurestruktur.
Anbaugebiete und Anbaufläche: Thermenregion

### Grüner Veltliner
Der Grüne Veltliner ist ein Abkömmling des Traminers mit geringer Veltlinergenetik.
Geschmack: Ausgeprägtes, fruchtiges Bouquet mit oft typischem Pfeffergeschmack, frisch und lebendig, autochthone Sorte.
Anbaugebiete und Anbaufläche: Burgenland, Niederösterreich (Wachau, Kamptal, Traisental, Kremstal und Weinviertel) und Wien (36 %)

### Welschriesling
Der Welschriesling ist nicht verwandt mit dem Rheinriesling. Es gibt unterschiedliche Herkunftsdeutungen aus Italien oder Frankreich.
Geschmack: Zart-duftig mit feinem Apfelaroma, leicht und meist schlank strukturiert, rassiges Säurespiel.
Anbaugebiete und Anbaufläche: Steiermark, nördliches Burgenland und Weinviertel (9 %)

### Weißer Burgunder (Pinot blanc)
Burgund gilt als Heimat, seit dem 14. Jahrhundert urkundlich nachweisbar. Die Sorte ist nach der Sortengenetik mit dem Blauen Burgunder verwandt.
Geschmack: Kompaktes, oft nussiges Aroma, kräftig ausgebaut, ausgewogen und harmonisch.
Anbaugebiete und Anbaufläche: Steiermark und Weinviertel (6 %)

### Rheinriesling
Ein Abkömmling einer Heunischkreuzung mit einer sogenannten Fränkischen Sorte. Die Wachau reklamiert aufgrund seiner urkundlichen Erwähnung eines Weingartens namens Ritzling den Sortenanspruch für sich.
Geschmack: Eleganter, vielschichtiger Duft nach Steinobst, rassig und delikat, klassische Frucht.
Anbaugebiete und Anbaufläche: Wachau, Kamptal, Kremstal, Weinviertel (3,4 %)

### Zierfandler
Die Sorte ist vom Roten Veltliner abgeleitet. Der zweite Elternteil ist bisher unbekannt. Wein mit gutem Alterungspotential.
Geschmack: Nach Pistazien und kandierten Früchten, frisch, rund und ausgewogen. Passt gut zur Hausmannskost.
Anbaugebiete und Anbaufläche: Thermenregion

## Rotweine

### Blaufränkisch
Die Abstammung der Sorte von einer Heunischkreuzung scheint gesichert. Der zweite Elternteil ist bislang unklar.
Geschmack: Frisch, fruchtig und fein säuerlich, kräftig aber dezent gerbstoffhaltig.
Anbaugebiete und Anbaufläche: Burgenland (5,4 %)

### St. Laurent
Das Synonym der Sorte als Pinot St. Laurent ist völlig richtig, da es sich bei St. Laurent um einen Burgundersämling handelt. Sein Ursprungsland ist Frankreich
Geschmack: Nach Reifezeit samtig trocken, vollmundig und angenehm gerbstoffhaltig.
Anbaugebiete und Anbaufläche: Burgenland, Thermenregion (0,9 %)

### Blauburger
Die Sorte entspricht den Angaben des Züchters Prof. Zweigelt und stammt von einer Kreuzung Blauer Portugieser mit Blaufränkisch.
Geschmack: Purpurroter Wein mit intensivem Rotweinduft und einer samtig-leicht herber Geschmacksnote.
Anbaugebiete und Anbaufläche: Weinviertel, Burgenland

### Blauer Portugieser
Weiterentwicklung einer Traube, die angeblich durch einen Weinhändler aus Porto nach Bad Vöslau gekommen ist.
Geschmack: Fruchtig und mild, säurearm, niedriger Alkoholgehalt, leichter Veilchengeschmack.
Anbaugebiete und Anbaufläche: Weinviertel (5 %)

### Blauer Zweigelt
Der Zweigelt wurde 1922 von Prof. Zweigelt in Klosterneuburg als Kreuzung von Blaufränkisch mit St. Laurent gezüchtet.
Es handelt sich um die flächenmäßig bedeutendste Rotweinsorte in Österreich.
Geschmack: Voll, kräftig, leicht würzig, körperreich, samtig, milde Säure.
Anbaugebiete und Anbaufläche: Neusiedlersee, Carnuntum, Weinviertel (9 %)